# Roussillon (Isère)
Roussillon – miejscowość i gmina we Francji, w regionie Owernia-Rodan-Alpy, w departamencie Isère.
Według danych na rok 1990 gminę zamieszkiwało 7 365 osób, a gęstość zaludnienia wynosiła 634 osoby/km² (wśród 2880 gmin regionu Rodan-Alpy Roussillon plasuje się na 105. miejscu pod względem liczby ludności, natomiast pod względem powierzchni na miejscu 1002.).